# Хиллман, Гарри
Гарри Ливингстон Хиллман (англ. Harry Livingston Hillman; 8 сентября 1881, Нью-Йорк — 9 августа 1945, Гановер, Нью-Гэмпшир) — американский легкоатлет, трёхкратный чемпион летних Олимпийских игр 1904.

## Спортивная карьера
На Играх 1904 в Сент-Луисе Хиллман участвовал в трёх забегах, 400 м, 200 и 400 м с барьерами, выиграв каждый из них и установив Олимпийские рекорды в первых двух гонках.
Также Хиллман участвовал в неофициальных Олимпийских играх 1906 в Афинах, на которых занял только пятое место в беге на 400 м, так как был травмирован во время поездки.
На следующих своих Играх 1908 в Лондоне Хиллман участвовал только в гонке на 400 м с барьерами. Установив новый Олимпийский рекорд в полуфинале, он занял второе место в заключительном раунде и выиграл серебряную медаль.
Помимо своих достижений на Играх, Хиллман четыре раза выигрывал чемпионат США по лёгкой атлетике — по два раза в забегах на 200 и 400 м с барьерами. После завершения спортивной карьерой, он стал тренером и работал с командной Дартсутского колледжа и национальной сборной, сопровождая её на летних Олимпийских играх 1924, 1928 и 1932.
Гарри Хиллман был включён в Американский легкоатлетический зал славы в 1976 году

## Галерея

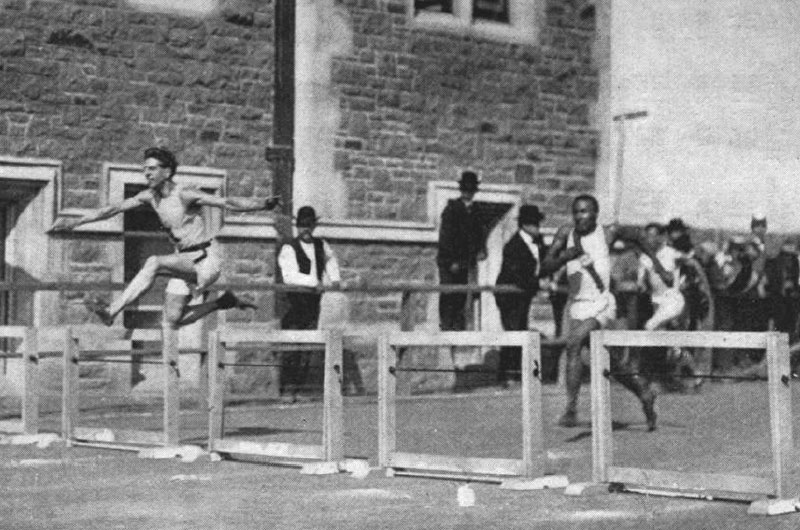
Гарри Хиллман в забеге на 200 метров с барьерами на Играх 1904 года
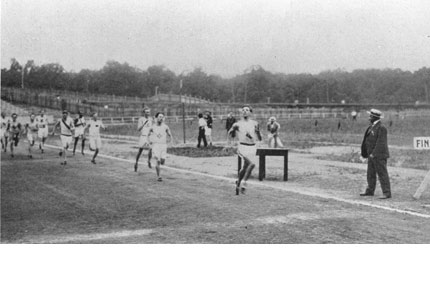
Гарри Хиллман финиширует в гонке на 400 метров на Олимпиаде в Сент-Луисе